# Monte degli Ulivi (arte)

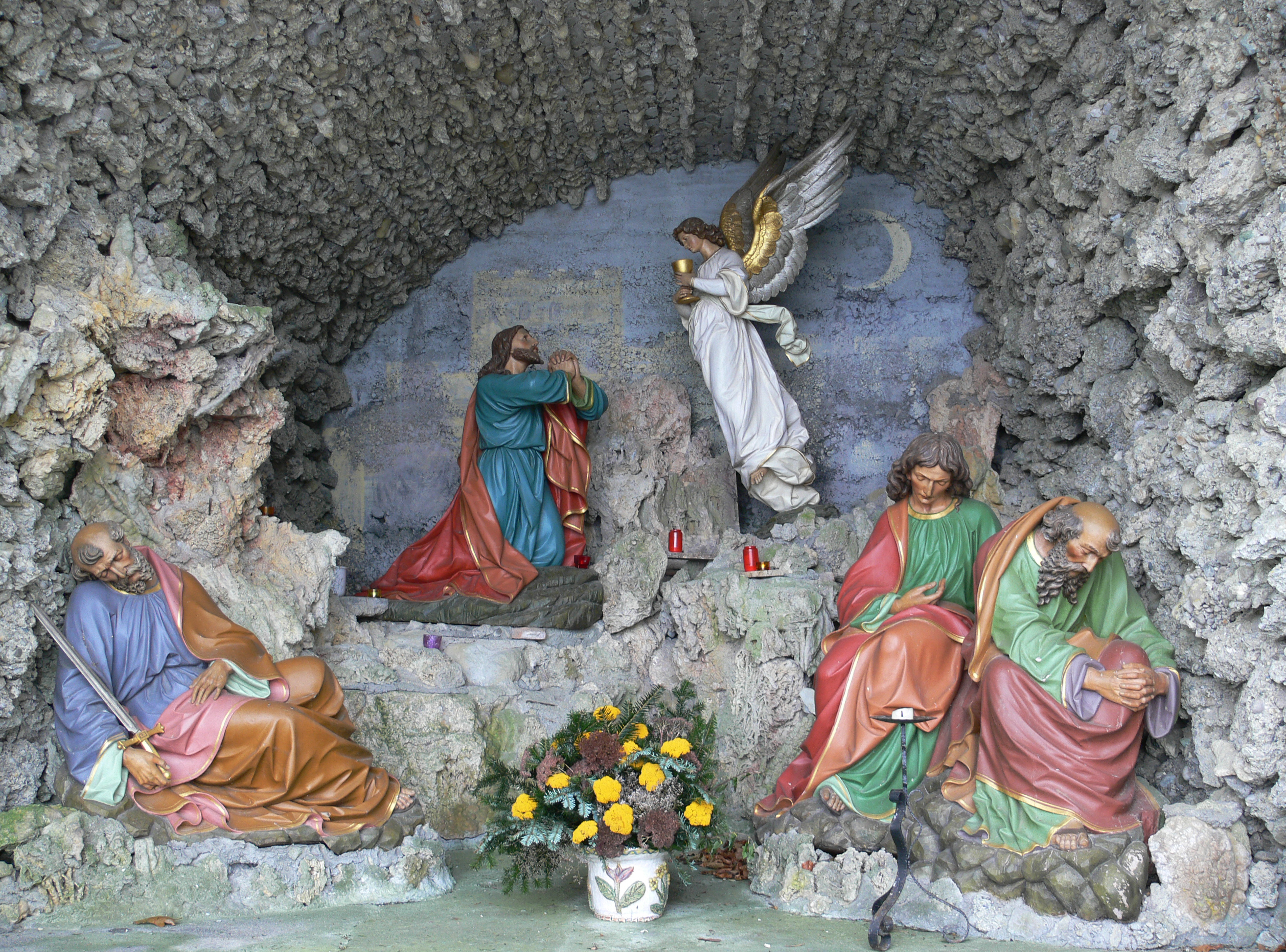
Monte degli Ulivi di Moriz Schlachter, 1898 (Wolketsweiler)

Il Monte degli Ulivi (in lingua tedesca: Ölberggruppe) raffigura figurativamente la scena biblica di Gesù che prega con i suoi discepoli nell'orto del Getsemani la notte prima della sua crocifissione.

## La storia nel Vangelo
La scena del Monte degli Ulivi è citata più volte (Matteo 26:36,56, Marco 14:32,52 e Luca 22:39,53). Il gruppo di solito è costituito da una statua di Gesù e altre dei discepoli dormienti Pietro, Giovanni e Giacomo, nonché l'angelo che incoraggia Gesù per la prova che lo attende (Luca 22,43) e allo stesso tempo tiene il calice che è l'oggetto figurativo della sua preghiera (la scritta del mistero del rosario è "Gesù che ha sudato sangue per noi").

## Storia della rappresentazione

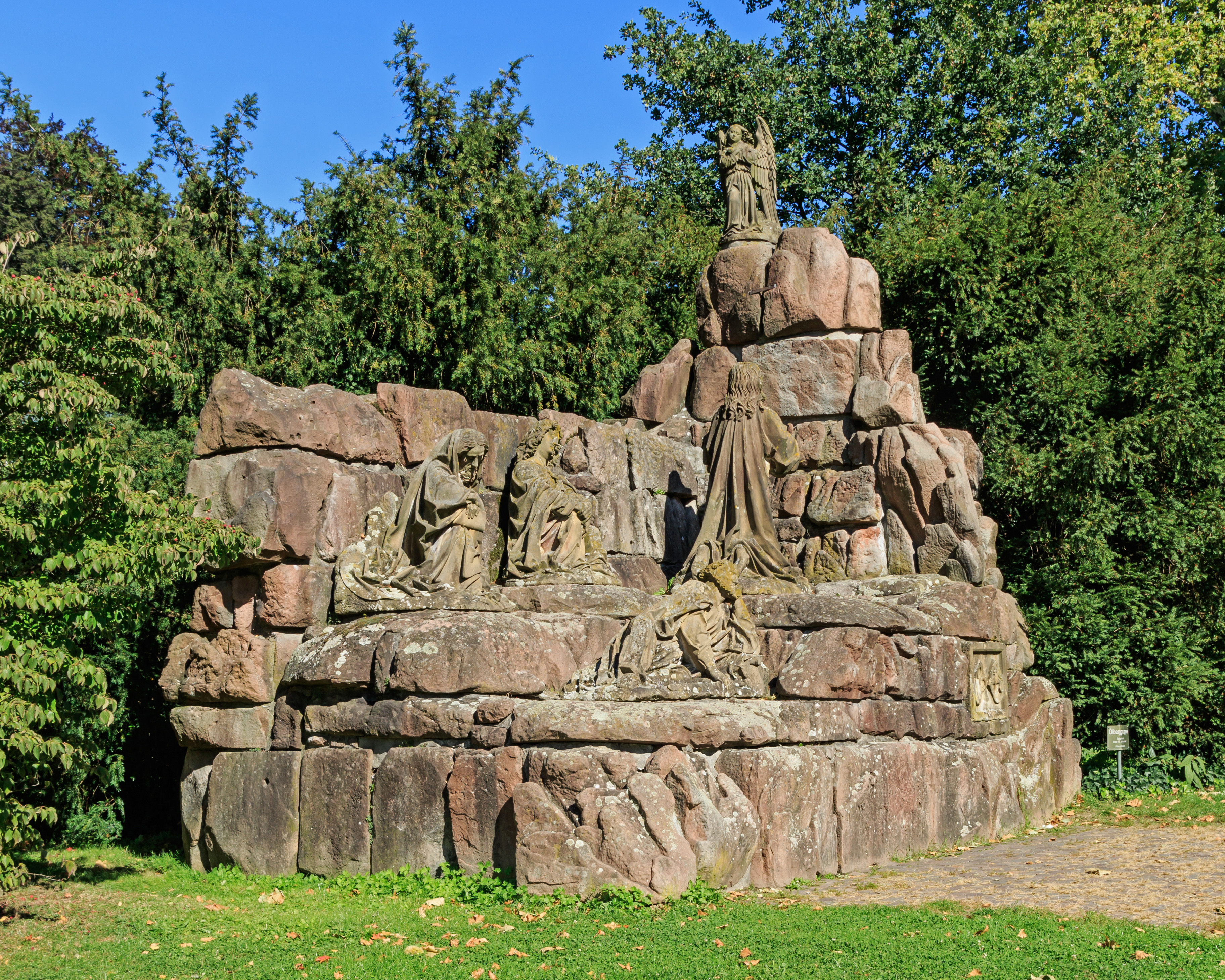
Tardo gotico (Baden-Baden)

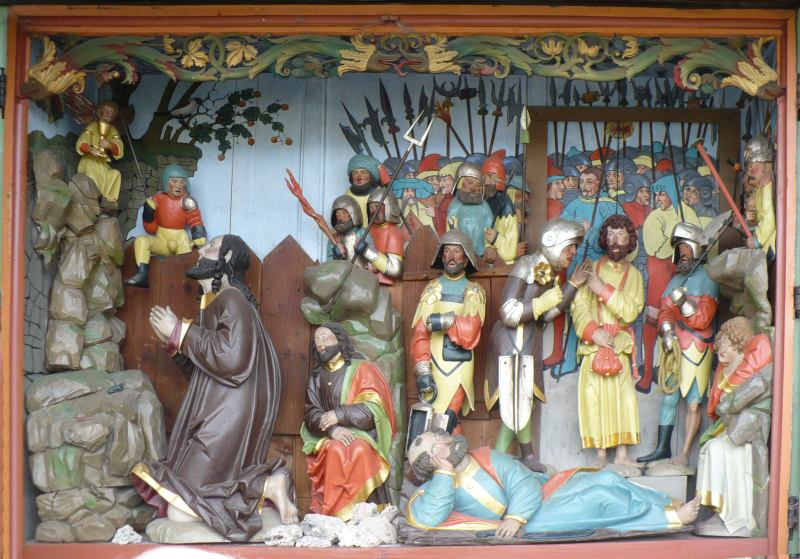
1512 (Murrhardt)

I gruppi del Monte degli Ulivi sono emersi come luoghi di culto nell'area cristiana dopo che le idee della crociata erano state abbandonate e l'accesso ai siti originali era diventato più difficile dopo la conquista islamica di Costantinopoli del 1453. Intorno al 1500 quasi tutte le chiese parrocchiali cattoliche dell'Europa centrale avevano un gruppo del monte degli Ulivi come rilievo o rappresentazione completamente scolpita. Il gruppo veniva allestito sul lato sud o cimitero (come monito e consolazione). Rimasero sui muri esterni delle chiese protestanti anche dopo la Riforma, poiché non furono annoverati tra i cosiddetti "Götzen“ dai riformatori. Dopo il 1750, le raffigurazioni della Via Crucis sostituirono sempre più i gruppi del Monte degli Ulivi nell'area cattolica. Molti di questi pezzi d'arte popolare furono rimossi negli anni 1950. La tradizione del gruppo Monte degli Ulivi è stata recentemente ripresa.

## Famosi gruppi del Monte degli Ulivi
- Monte degli Ulivi di Tilman Riemenschneider, chiesa parrocchiale cattolica di San Lorenzo a Würzburg-Heidingsfeld (1505-1510 circa)
- Monte degli Ulivi del 1512 all'esterno della Walterichskirche a Murrhardt
- Il Monte degli Ulivi di Moriz Schlachter a Wolketsweiler, Svevia (1898)
- Giardino paesaggistico del Monte degli Ulivi a Görlitz
- Monte degli Ulivi della chiesa di San Giacomo a Rothenburg ob der Tauber (1450/1460 e 1506/1507)